# Aegle kaekeritziana
Aegle kaekeritziana is een vlinder uit de familie uilen (Noctuidae). De wetenschappelijke naam is voor het eerst geldig gepubliceerd in 1799 door Hübner.
De soort komt voor in Europa.